# Suomen huippumalli haussa (mùa 5)
Mùa thứ năm của Suomen huippumalli haussa được công chiếu vào ngày 3 tháng 9 năm 2012 trên kênh Nelonen. Tập cuối được phát sóng vào ngày 19 tháng 11 năm 2012.
Địa điểm quốc tế cho mùa này là Reykjavík cho top 9 và Machakos cho top 3.
Người chiến thắng của mùa này là Meri Ikonen, 22 tuổi từ Tampere. Cô nhận được:
- 1 hợp đồng người mẫu với Paparazzi Model Management
- Lên ảnh bìa và trang biên tập cho tạp chí Cosmopolitan
- Trở thành người phát ngôn cho Max Factor
- 1 chuyến đi tới Reykjavík

## Các thí sinh
(Tuổi tính từ ngày dự thi)
| Thí sinh              | Tuổi | Chiều cao               | Quê quán     | Bị loại ở | Hạng               |
| --------------------- | ---- | ----------------------- | ------------ | --------- | ------------------ |
| Nelli-Kaneli Wasenius | 20   | 1,73 m (5 ft 8 in)      | Joensuu      | Tập 3     | 11 (dừng cuộc thi) |
| Nevena Ek             | 18   | 1,75 m (5 ft 9 in)      | Heinola      | Tập 3     | 10                 |
| Malla Hyytiäinen      | 19   | 1,75 m (5 ft 9 in)      | Kellokoski   | Tập 4     | 9                  |
| Katja Soisalo         | 18   | 1,82 m (5 ft 11+1⁄2 in) | Ilmajoki     | Tập 5     | 8                  |
| Vilma Karjalainen     | 18   | 1,80 m (5 ft 11 in)     | Espoo        | Tập 6     | 7                  |
| Sanna Takalampi       | 18   | 1,79 m (5 ft 10+1⁄2 in) | Hyllykallio  | Tập 7     | 6                  |
| Viivi Luopa           | 18   | 1,81 m (5 ft 11+1⁄2 in) | Teuva        | Tập 8     | 5                  |
| Annika Åkerfeldt      | 18   | 1,76 m (5 ft 9+1⁄2 in)  | Helsinki     | Tập 9     | 4                  |
| Matleena Helander     | 19   | 1,81 m (5 ft 11+1⁄2 in) | Espoo        | Tập 12    | 3–2                |
| Polina Hiekkala       | 20   | 1,77 m (5 ft 9+1⁄2 in)  | Lappeenranta | Tập 12    | 3–2                |
| Meri Ikonen           | 22   | 1,81 m (5 ft 11+1⁄2 in) | Tampere      | Tập 12    | 1                  |

## Các tập

### Tập 1
Khởi chiếu: 3 tháng 9 năm 2012
27 thí sinh bán kết đã được đưa tới khách sạn Klaus K cho buổi casting của chương trình. Họ đã được kiểm tra số đo 3 vòng và có một buổi chụp hình ảnh thẻ tự nhiên, trước khi được gặp ban giám khảo lần đầu tiên. Sau đó, Anne đã thông báo cho các cô gái là họ sẽ có một buổi trình diễn thời trang cho Katri/n nên họ đã phải đi catwalk theo vòng tròn cho đến khi Anne chọn họ, kết quả là 7 cô gái được chọn và 7 cô gái đã bị loại. Còn 13 cô gái còn lại thì họ được trao cơ hội thứ hai khi họ phải đi catwalk một lần nữa và thêm 3 người nữa được chọn, và 10 người còn lại đã có cơ hội cuối cùng để cố gắng thuyết phục ban giám khảo, 4 cô gái nữa đã được chọn và 6 người còn lại đã bị loại. Sau đó, 14 cô gái còn lại đã có một buổi diễn tập với Teri trước khi họ sẽ trình diễn thời trang cho Katri/n.
Ngày hôm sau, họ đã có buổi chụp hình đầu tiên là ảnh mở đầu chương trình. Vào buổi đánh giá đầu tiên, 10 cô gái đã được chọn và 4 cô gái còn lại sẽ được khán giả bình chọn để tìm ra được thí sinh thứ 11 sẽ được bước vào cuộc thi.
- Nhiếp ảnh gia: Sakari Majantie
- Khách mời đặc biệt: Pia Hiltunen, Taavi Voukkovaara, Mert Otsamo, Suvi Tiilikainen, Katri Niskanen

### Tập 2
Khởi chiếu: 10 tháng 9 năm 2012
10 cô gái đã được di chuyển vào ngôi nhà chung của mình và ngay sau đó, Malla bước vào ngôi nhà chung vì là người được khán giả bình chọn nhiều nhất để trở thành thí sinh thứ 11 của cuộc thi. Sau đó, ban giám khảo đã đến ngôi nhà chung để tìm hiểu thêm về các cô gái khi họ đã có một buổi chụp hình chân dung với mặt mộc tự nhiên. Ngày hôm sau, họ được gặp đạo diễn Pete Veijalainen tại trung tâm hội nghị Messukeskus Helsinki cho một buổi quay quảng cáo giới thiệu cho mùa giải mới của chương trình, Katja & Polina là 2 người làm tốt nhất trong buổi quay video và họ chọn Malla & Matleena để nhận giải thưởng là một bữa tối tại nhà hàng sang trọng.
Ngày hôm sau, họ đã có buổi chụp hình chân dung tươi cười cho son dưỡng môi Blistex. Trong khi buổi chụp hình diễn ra, Nelli-Kaneli đã bị đau nửa đầu sau khi hoàn thành xong buổi chụp hình của mình và Nevena đã phải tới bệnh viện do bị đau bụng nhưng cô sau đó đã quay lại và thực hiện buổi chụp hình của cô. Vào buổi đánh giá ngày tiếp theo với sự xuất hiện giám khảo khách mời là Margit Forss, Viivi là người được gọi tên đầu tiên còn Nelli-Kaneli & Vilma rơi vào cuối bảng, nhưng Anne sau đó thông báo rằng là cả 2 đều được an toàn.
- Nhiếp ảnh gia: Mikko Rasila
- Khách mời đặc biệt: Pete Veijalainen, Margit Forss, Pia Hiltunen

### Tập 3
Khởi chiếu: 17 tháng 9 năm 2012
11 cô gái còn lại được đưa tới triển lãm nghệ thuật Forum Box cho một buổi huấn luyện catwalk với người mẫu Niina Backman, trước khi có thử thách trình diễn thời trang liên hoàn khi họ sẽ phải từ trên cầu thang xuống một sàn diễn trơn trượt trong đôi giày cao gót một to một nhỏ. Kết quả là Malla chiến thắng thử thách và nhận được một đôi giày cao gót từ Minna Parikka. Quay về ngôi nhà chung, họ đã có một bữa tiệc sinh nhật cho Matleena trước khi tất cả phải dọn dẹp ngôi nhà chung. Ngày hôm sau, họ được gặp Teri tại khách sạn Radisson Blu và được xem diện mạo mới của mình sẽ được nhận trước khi đưa tới một tiệm salon cho một buổi diện mạo mới.
Ngày tiếp theo, họ được đưa tới xưởng sửa xe Ja Kolarityöt Salminen Ky ở Raisio cho buổi chụp hình tiếp theo cho trang sức Kalevala, khi họ sẽ phải quảng cáo 1 trong 5 loại trang sức của nhãn hàng và tạo dáng trong những bối cảnh khác nhau như trên mặt nước, trong trời mưa, với chim, theo phong cách nàng thơ hoặc theo phong cách vui tươi. Vào buổi đánh giá ngày tiếp theo với sự xuất hiện giám khảo khách mời là Nana Simelius, Meri đã được đề nghị nên rửa hết màu nhuộm tóc của cô cho nó thích hợp và trước khi Anne gọi tên từng người an toàn thì Nelli-Kaneli đã xin dừng cuộc thi vì nghĩ rằng nghề người mẫu không hợp với mình. Kết quả là Sanna là người được gọi tên đầu tiên còn Nevena là thí sinh đầu tiên bị loại. Sau đó, Anne đã thông báo với các cô gái là họ sẽ được bay tới Reykjavík.
- Nhiếp ảnh gia: Nana Simelius
- Khách mời đặc biệt: Niina Backman, Taavi Voukkovaara, Sanna Jauhiainen

### Tập 4
Khởi chiếu: 24 tháng 9 năm 2012
9 cô gái còn lại đã được phép gọi điện thoại cho người thân. Sau đó, họ đã thu dọn hành lí để bay tới Reykjavík và đã có một ngày tham quan và trải nghiệm ẩm thực của thành phố. Ngày hôm sau, họ được đưa tới một nhà máy cho một buổi học về sự khác biệt giữa người mẫu quảng cáo và người mẫu thời trang từ Anne & Sakari. Sau đó, họ được đưa tới trung tâm hòa nhạc Harpa cho thử thách trình diễn thời trang cho hãng hàng không Iceland Air, khi họ sẽ trình diễn trong thiết kế của Steinunn Sigurðardóttir và trong trang phục tiếp viên hàng không của Iceland Air trong khi họ đi trên sàn diễn trên cầu thang. Kết quả là tất cả 9 cô gái đều giành chiến thắng thử thách lần này và sẽ được một trải nghiệm hấp dẫn ở Iceland sau này.
Ngày tiếp theo, các cô gái đã có buổi chụp hình tiếp theo cho phụ kiện tóc Cailap by Kirsi Nisonen, khi họ sẽ phải tạo dáng trong những bối cảnh khác nhau như ở dưới hồ nước nóng hoặc ở trên vách núi của bãi biển. Vào buổi đánh giá ngày hôm sau với sự xuất hiện giám khảo khách mời là Abe Gurko & Kirsi Nisonen, Annika là người được gọi tên đầu tiên còn Malla là thí sinh tiếp theo bị loại.
- Nhiếp ảnh gia: Vuokko Salo
- Khách mời đặc biệt: Abe Gurko, Steinunn Sigurðardóttir, Kirsi Nisonen

### Tập 5
Khởi chiếu: 1 tháng 10 năm 2012
8 cô gái còn lại đã được học về cách cư xử và tỏa sáng trong những buổi casting từ Anne & Teri, trước khi họ được đưa những quyển portfolio của mình và có thử thách quay video thể hiện cá tính của mình và bao gồm cả một số người dân địa phương ở Reykjavík. Sau đó, họ đã có một buổi casting cho quản lí người mẫu Elite Model Management. Ngày hôm sau, các cô gái đã có một buổi trải nghiệm hấp dẫn ở Iceland do giành chiến thắng thử thách ở tập trước, khi họ đã có một buổi cưỡi ngựa và thư giãn trong suối nước nóng tại spa Blue Lagoon Iceland ở Grindavík, trước khi tất cả quay về Helsinki.
Ngày tiếp theo, họ đã có buổi chụp hình tiếp theo cho công ty viễn thông Sonera, khi họ phải tỏ ra tươi cười trong khi nhảy trên bạt lò xo và sẽ được Jay Manuel chỉ dẫn trong suốt buổi chụp hình. Sau đó, Polina sẽ được nhận một chiếc máy tính bảng Samsung Galaxy Tab vì là người gây ấn tượng nhất với Tanya. Vào buổi đánh giá ngày hôm sau với sự xuất hiện giám khảo khách mời là Tanya Ryhänen & Jay Manuel, Annika & Vilma là 2 người duy nhất sẽ không được xuất hiện trong chiến dịch quảng cáo trên báo Helsingin Sanomat. Kết quả là Matleena là người được gọi tên đầu tiên còn Katja là thí sinh tiếp theo bị loại.
- Nhiếp ảnh gia: Jonas Lundqvist
- Khách mời đặc biệt: Haffi Haff, Arnar Gauti, Tanya Ryhänen, Jay Manuel

### Tập 6
Khởi chiếu: 8 tháng 10 năm 2012
7 cô gái còn lại được đưa tới trường dạy nhảy Tanssikoulu DCA cho một buổi học nhảy vogue từ Anneli Kanninen, trước khi họ được kiểm tra bằng cách nhảy vogue đối diện nhau và Annika, Meri, Polina & Vilma là 4 người thể hiện tốt nhất trong buổi học và họ sau đó đã phải quay video âm nhạc nhảy vogue cùng nhau tại ngôi nhà chung. Sau đó, họ được đưa tới một trường dạy trang điểm cho thử thách tiếp theo cho Café Burde, khi họ sẽ phải tạo dáng trong những bộ couture được làm từ bao rác trên đường phố. Nhưng Annika, Meri, Polina & Vilma vì là người làm tốt nhất trong buổi học vogue trước đó nên sẽ được tham gia vào thử thách này, trong khi 3 người còn lại có thử thách khác là phải phát tờ rơi cho Café Burde cho những người đi đường. Kết quả là Annika & Matleena chiến thắng thử thách.
Ngày hôm sau, họ đã có buổi chụp hình tiếp theo cho TRESemmé, khi họ sẽ phải tạo dáng như thể họ đang ở cuối sàn catwalk, trong khi Annika & Matleena sẽ được xem những tấm hình của các cô gái khác đã chụp và được một số lời khuyên tạo dáng từ Anneli vì giành chiến thắng thử thách ngày hôm qua. Quay về ngôi nhà chung, họ đã được một buổi mátxa đầu từ TRESemmé và từng người một sau đó đã có một buổi nói chuyện với Anne. Vào buổi đánh giá ngày tiếp theo với sự xuất hiện giám khảo khách mời là Taavi Voukkovaara, Meri là người được gọi tên đầu tiên còn Vilma là thí sinh tiếp theo bị loại.
- Nhiếp ảnh gia: Mikko Harma
- Khách mời đặc biệt: Anneli Kanninen, Turo Sarkima, Outi Pyy, Taavi Voukkovaara

### Tập 7
Khởi chiếu: 15 tháng 10 năm 2012
6 cô gái còn lại đã có một buổi thử đồ cho tuần lễ thời trang Helsinki Fashion Summit và trong lúc buổi thử đồ diễn ra, họ đã được phỏng vấn với Heli Lahdenranta từ Cosmo-TV. Sau đó, họ đã được đưa tới một quán bar cho một buổi nói chuyện với tổng biên tập Miina Lange từ Cosmopolitan về cách trả lời những câu hỏi phỏng vấn. Quay về ngôi nhà chung, họ đã được yêu cầu phải tập luyện catwalk của mình. Ngày hôm sau, họ được đưa tới rạp chiếu phim Bio Rex Helsinki Lasipalatsi cho một buổi diễn tập, trước khi các cô gái sẽ trình diễn thời trang cho Helsinki Fashion Summit, Meri & Viivi là 2 người làm tốt nhất trong buổi trình diễn thời trang và họ chọn Sanna để tham gia vào bữa tiệc thời trang và sẽ được gặp gỡ với những người trong giới thời trang.
Ngày tiếp theo, các cô gái được đưa tới bán đảo Kallahdenniemi cho buổi chụp hình tiếp theo cho đồ lót Change, trong khi họ sẽ tạo dáng cùng với một chiếc ghế. Quay về ngôi nhà chung, họ được gặp lại người thân của mình. Vào buổi đánh giá ngày hôm sau với sự xuất hiện giám khảo khách mời là Marjo Topi, Annika là người được gọi tên đầu tiên còn Sanna là thí sinh tiếp theo bị loại.
- Nhiếp ảnh gia: Juha Mustonen
- Khách mời đặc biệt: Johanna Bruun, Heli Lahdenranta, Miina Lange, Marjo Topi, Jussi Koskivaara

### Tập 8
Khởi chiếu: 22 tháng 10 năm 2012
5 cô gái còn lại được đưa tới rạp kịch Stella Polaris cho một buổi học diễn xuất với Elina Strikkinen. Ngày hôm sau, họ được đưa tới câu lạc bộ nhạc rock Tavastia cho thử thách quay quảng cáo cho tóc nối Balmain, khi họ phải thể hiện cá tính rock của mình và trước khi quay thì họ đã được nhận một chút lời khuyên trước máy quay từ Anne. Kết quả là Meri chiến thắng thử thách và sẽ được xuất hiện trong buổi trình diễn thời trang cho Balmain.
Ngày tiếp theo, các cô gái được đưa tới công viên giải trí Linnanmäki cho buổi chụp hình tiếp theo hóa thân thành nữ thần Valkyries, trong khi họ phải tạo dáng trên cao với một tấm vải dài đằng sau họ. Vào buổi đánh giá ngày hôm sau với sự xuất hiện giám khảo khách mời là Pia Hiltunen, Meri là người được gọi tên đầu tiên còn Viivi là thí sinh tiếp theo bị loại.
- Nhiếp ảnh gia: Sakari Majantie
- Khách mời đặc biệt: Elina Strikkinen, Heidi Varjoranta, Pia Hiltunen

### Tập 9
Khởi chiếu: 29 tháng 10 năm 2012
4 cô gái còn lại đã có một buổi học trang điểm từ 2 chuyên gia trang điểm là Karoliina Kangas & Pia Hiltunen, khi họ trang điểm cho các cô gái theo phong cách thập niên và chỉ trang điểm một nửa gương mặt vì họ sẽ có thử thách trang điểm phần còn lại của gương mặt mình. Kết quả là Matleena chiến thắng thử thách và nhận được một túi quà tặng từ Max Factor. Ngày hôm sau, họ được gặp blogger thời trang Jenni Rotonen tại một quán cafe cho một buổi nói chuyện về thời trang, chụp hình và tạo dáng cũng như cách họ có thể sử dụng điều này làm lợi thế cho mình, trước khi họ ra ngoài đường phố để thực hành chụp hình và tạo dáng. Ngày tiếp theo, họ có một ngày nghỉ để tham dự lễ tốt nghiệp trung học của Annika.
Ngày hôm sau, họ đã có buổi chụp hình tiếp theo cho giày cao gót Clarks, khi họ sẽ hóa thành cô gái Luân Đôn trên đường phố trong khi phải tạo dáng cùng với một đàn chó. Sau đó, họ đã có một buổi mua sắm tại Clarks. Vào buổi đánh giá với sự xuất hiện giám khảo khách mời là Marijn Verschure, Anne thông báo rằng những ai vượt qua được buổi loại trừ này sẽ được bay đến Kenya. Kết quả là Matleena là người được gọi tên đầu tiên còn Annika là thí sinh tiếp theo bị loại.
- Nhiếp ảnh gia: Leon van den Broek
- Khách mời đặc biệt: Karoliina Kangas, Pia Hiltunen, Jenni Rotonen, Marijn Verschure

### Tập 10
Khởi chiếu: 5 tháng 11 năm 2012
3 cô gái còn lại quay về thu dọn hành lí và sau đó, họ được đưa tới cửa hàng quần áo cũ của tổ chức Fida International cho thử thách phối đồ giống như khách du lịch. Sau đó, họ được bay tới Kenya và đưa tới thành phố Kivaa ở Machakos. Sau khi tới nơi, họ được đưa tới trường tiểu học Kivaa Kings và đã có một ngày tìm hiểu về cộng đồng, cuộc sống ở vùng đó của đất nước.
Ngày hôm sau, các cô gái đã có buổi chụp hình tiếp theo cho tổ chức Fida International, khi họ sẽ hóa thân thành những người phụ nữ bản địa nơi đây. Sau đó, họ đã có một bữa tiệc cùng với người dân địa phương. Ngày tiếp theo, họ đã quay về Helsinki.
- Nhiếp ảnh gia: Mika Pakarinen
- Khách mời đặc biệt: Tiina Haimila, Claudia Cifuentes, Helca Larinkoski, Mika Jokivuori, Joseph Karungu, Stephen Nyaga, Pia Hiltunen

### Tập 11
Khởi chiếu: 12 tháng 11 năm 2012
3 cô gái còn lại đã quay về Helsinki và được gọi điện cho người thân, trước khi ban giám khảo đến ngôi nhà chung để cùng họ xem lại những tấm ảnh từ buổi chụp hình ở Kenya. Sau đó, họ đã có một buổi phỏng vấn tại quản lí người mẫu Paparazzi Model Management. Ngày hôm sau, họ đã có thử thách trình diễn thời trang cho kem Magnum. Sau đó, trước khi có một buổi phỏng vấn trên kênh radio Aalto trước khi được tìm hiểu về cách tự tin và không sợ hãi và đưa ra một lời khuyên về cách đối phó với một số loại danh tiếng. Các cô gái sau đó đã có một buổi gặp gỡ với nhóm nhạc Reckless Love, trước khi biết được là Polina chiến thắng thử thách trình diễn thời trang trước đó và sẽ được mặc một chiếc váy tuyệt đẹp để tham dự tuần lễ thời trang Copenhagen Fashion Week.
Ngày tiếp theo, họ đã có buổi chụp hình tiếp theo cho trang biên tập của tạp chí Cosmopolitan, khi họ sẽ phải cùng với 2 người mẫu nam và phải hành động như thể họ đang tán tỉnh các chàng trai. Sau đó, họ được đưa tới rạp xiếc Circus Helsinki cho một buổi luyện tập thể dục dụng cụ để chuẩn bị cho buổi trình diễn thời trang cuối cùng của mình.
- Khách mời đặc biệt: Olli Herman, Pepe Reckless, Hessu Maxx, Jalle Verne

### Tập 12
Khởi chiếu: 19 tháng 11 năm 2012
3 cô gái còn lại đã có buổi chụp hình cuối cùng cho mỹ phẩm Max Factor, khi họ sẽ được hóa thân thành những ngôi sao Hollywood cổ điển. Sau đó, họ đã có một buổi cheo thuyền tới một hòn đảo nhỏ cho một buổi nói chuyện với người mẫu Rosa Nenonen từ Paparazzi Model Management.
Ngày hôm sau, họ đã thu dọn hành lí và rời khỏi ngôi nhà chung để chuẩn bị cho buổi trình diễn thời trang cuối cùng với những người mẫu khác cho 5 nhà thiết kế khác nhau, nhưng trước khi diễn ra thì họ được gặp lại những cô gái bị loại trước đó. Vào buổi đánh giá cuối cùng, ban giám khảo đã đánh giá 2 tấm ảnh của họ từ buổi chụp cho Max Factor và cho tạp chí Cosmopolitan ở tập trước. Kết quả cuối cùng, Meri trở thành quán quân thứ năm của Suomen huippumalli haussa.
- Khách mời đặc biệt: Rosa Nenonen, Mert Otsamo, Helen Preis, Anna Nevala

## Thứ tự gọi tên
| 1  | Nelli-Kaneli | Viivi              | Sanna        | Annika   | Matleena | Meri     | Annika   | Meri     | Matleena | Meri            |  |  |  |  |  |  |  |  |  |  |
| 2  | Viivi        | Sanna              | Matleena     | Matleena | Viivi    | Matleena | Matleena | Annika   | Polina   | Matleena Polina |  |  |  |  |  |  |  |  |  |  |
| 3  | Polina       | Polina             | Viivi        | Katja    | Polina   | Polina   | Meri     | Matleena | Meri     | Matleena Polina |  |  |  |  |  |  |  |  |  |  |
| 4  | Annika       | Meri               | Meri         | Viivi    | Vilma    | Sanna    | Polina   | Polina   | Annika   |                 |  |  |  |  |  |  |  |  |  |  |
| 5  | Sanna        | Matleena           | Polina       | Polina   | Annika   | Annika   | Viivi    | Viivi    |          |                 |  |  |  |  |  |  |  |  |  |  |
| 6  | Matleena     | Nevena             | Katja        | Vilma    | Meri     | Viivi    | Sanna    |          |          |                 |  |  |  |  |  |  |  |  |  |  |
| 7  | Vilma        | Annika             | Annika       | Sanna    | Sanna    | Vilma    |          |          |          |                 |  |  |  |  |  |  |  |  |  |  |
| 8  | Nevena       | Malla              | Vilma        | Meri     | Katja    |          |          |          |          |                 |  |  |  |  |  |  |  |  |  |  |
| 9  | Katja        | Katja              | Malla        | Malla    |          |          |          |          |          |                 |  |  |  |  |  |  |  |  |  |  |
| 10 | Meri         | Nelli-Kaneli Vilma | Nevena       |          |          |          |          |          |          |                 |  |  |  |  |  |  |  |  |  |  |
| 11 |              | Nelli-Kaneli Vilma | Nelli-Kaneli |          |          |          |          |          |          |                 |  |  |  |  |  |  |  |  |  |  |

     Thí sinh bị loại
     Thí sinh dừng cuộc thi
     Thí sinh không bị loại khi rơi vào cuối bảng
     Thí sinh chiến thắng cuộc thi
- Trong tập 1, từ 14 thí sinh bán kết đã bị rút xuống 10 thí sinh chung cuộc. Trong số 4 cô gái bị loại (Leena, Malla, Noora và Ruut), Malla đã được công chúng bình chọn là thí sinh thứ 11 được tham gia cuộc thi này.
- Trong tập 3, Nelli-Kaneli dừng cuộc thi trước khi buổi loại trừ bắt đầu.
- Trong tập 10 & 11, không có buổi loại trừ.

### Buổi chụp hình
- Tập 1: Ảnh mở đầu chương trình (casting)
- Tập 2: Ảnh chân dung tươi cười cho Blistex
- Tập 3: Ảnh quảng cáo cho Kalevala
- Tập 4: Ảnh quảng cáo cho Cailap
- Tập 5: Tươi cười trên không cho Sonera
- Tập 6: Trên sàn diễn thời trang cho TRESemmé
- Tập 7: Đồ lót với ghế cho Change
- Tập 8: Nữ thần Valkyries với vải trên cao
- Tập 9: Cô gái Luân Đôn trên đường phố với chó cho Clarks
- Tập 10: Người phụ nữ bản địa cho FIDA
- Tập 11: Trang biên tập cho tạp chí Cosmopolitan
- Tập 12: Ảnh quảng cáo cho Max Factor